# Hải lưu Bắc Thái Bình Dương

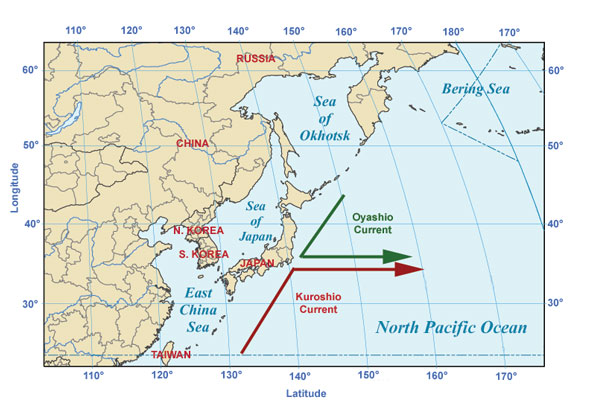
Hải lưu Bắc Thái Bình Dương

Hải lưu Bắc Thái Bình Dương là một hải lưu nước ấm chảy chậm, chuyển động từ tây sang đông trong khoảng vĩ độ từ khoảng 40 tới 50° vĩ bắc trong Thái Bình Dương. Hải lưu này tạo thành phần phía nam của Hoàn lưu cận vùng cực Bắc Thái Bình Dương.
Hải lưu Bắc Thái Bình Dương được tạo thành từ sự hợp lưu của hải lưu Kuroshio, một hải lưu chảy về phía bắc tại vùng ngoài khơi duyên hải phía đông nam Nhật Bản, và hải lưu Oyashio, một hải lưu nước lạnh cận Bắc cực chảy về phía nam tới sát đông nam Nhật Bản và luân chuyển ngược chiều kim đồng hồ dọc theo phía tây của Bắc Thái Bình Dương.
Hải lưu Bắc Thái Bình Dương cũng tạo thành phần phía bắc của Hoàn lưu cận nhiệt đới Bắc Thái Bình Dương.
Tại miền đông của Bắc Thái Bình Dương thì hải lưu này tách ra thành hải lưu California chảy về phía nam và hải lưu Alaska chảy về phía bắc.